# Closer
Az 1980-as Closer a Joy Division második, egyben utolsó nagylemeze. Az album két hónappal Ian Curtis énekes öngyilkossága után jelent meg. Eredetileg május 8-án adták volna ki a lemezt. A brit albumlistán a 6. helyig jutott, Új-Zélandon a 3. helyet szerezte meg az albumlistán 1981 szeptemberében. Szerepel az 1001 lemez, amit hallanod kell, mielőtt meghalsz című könyvben. 2020-ban Minden idők 500 legjobb albuma listán 309. helyen szerepelt.

## Az album dalai
| 1. | Atrocity Exhibition | Ian Curtis, Peter Hook, Stephen Morris, Bernard Sumner | 6:06 |
| 2. | Isolation           | Curtis, Hook, Morris, Sumner                           | 2:53 |
| 3. | Passover            | Curtis, Hook, Morris, Sumner                           | 4:46 |
| 4. | Colony              | Curtis, Hook, Morris, Sumner                           | 3:55 |
| 5. | A Means to an End   | Curtis, Hook, Morris, Sumner                           | 4:07 |

| 1. | Heart and Soul    | Curtis, Hook, Morris, Sumner | 5:51 |
| 2. | Twenty Four Hours | Curtis, Hook, Morris, Sumner | 4:26 |
| 3. | The Eternal       | Curtis, Hook, Morris, Sumner | 6:07 |
| 4. | Decades           | Curtis, Hook, Morris, Sumner | 6:10 |

## Közreműködők
- Ian Curtis – ének, gitár a Heart and Soulon, melodika a Decadesen
- Bernard Sumner – gitár, szintetizátor, basszusgitár az Atrocity Exhibitionön
- Peter Hook – basszusgitár, gitár az Atrocity Exhibitionön
- Stephen Morris – dob, elektromos dob, ütőhangszerek

### Produkció
- Martin Hannett – producer, hangmérnök
- Michael Johnson – hangmérnökasszisztens
- John Caffery – hangmérnök

## Fordítás
- Ez a szócikk részben vagy egészben a Closer (Joy Division album) című angol Wikipédia-szócikk ezen változatának fordításán alapul.  Az eredeti cikk szerkesztőit annak laptörténete sorolja fel. Ez a jelzés csupán a megfogalmazás eredetét és a szerzői jogokat jelzi, nem szolgál a cikkben szereplő információk forrásmegjelöléseként.